# Dicranota (Paradicranota) landrocki
Dicranota (Paradicranota) landrocki is een tweevleugelige uit de familie Pediciidae. De soort komt voor in het Palearctisch gebied.